# Datarock

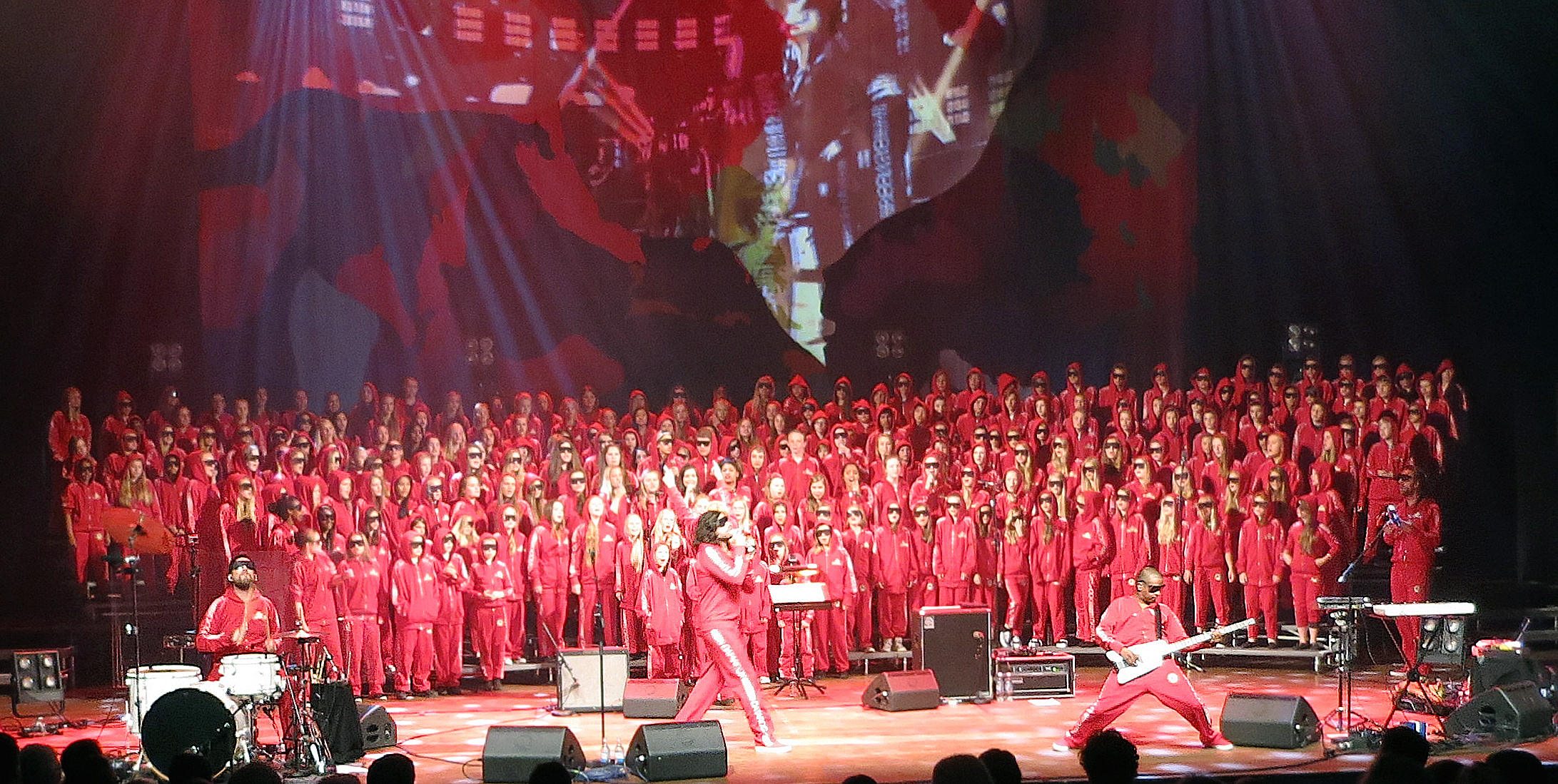
Datarock, 2014

Datarock és un grup de música de Bergen (Noruega) de new rave. Han publicat tres Extended Plays i el seu àlbum debut Datarock Datarock va ser publicat el 2005 en 10 països a través del seu propi segell YAP (Youn Aspiring Professionals) rebent ressenyes favorables, especialment en el Regne Unit.

## Discografia
- Demo/Greatest Hits (2002) (EP)
- Datarock Datarock (2005)(LP)
- See What I Care (2007) (EP)
- Red (2009) (EP)